# Państwowa Inspekcja Radiowa
Państwowa Inspekcja Radiowa (PIR) – utworzona przez uchwałę Rady Ministrów z 20 lutego 1968 roku (M.P. nr 10 poz. 59 z 8 marca 1968 roku).
Była bezpośrednio podległą agendą Ministerstwa Łączności.
Do jej zadań należało zarządzanie widmem częstotliwości radiowych na terenie kraju. Ponadto kontrolowała ona stan urządzeń radiokomunikacyjnych poprzez udzielanie odpowiednich homologacji oraz nadzorowała wykorzystanie zgodnie z zezwoleniami przydzielonych częstotliwości.
1 stycznia 1991 przemianowana na PAR.